# Олімпійська асоціація Швейцарії

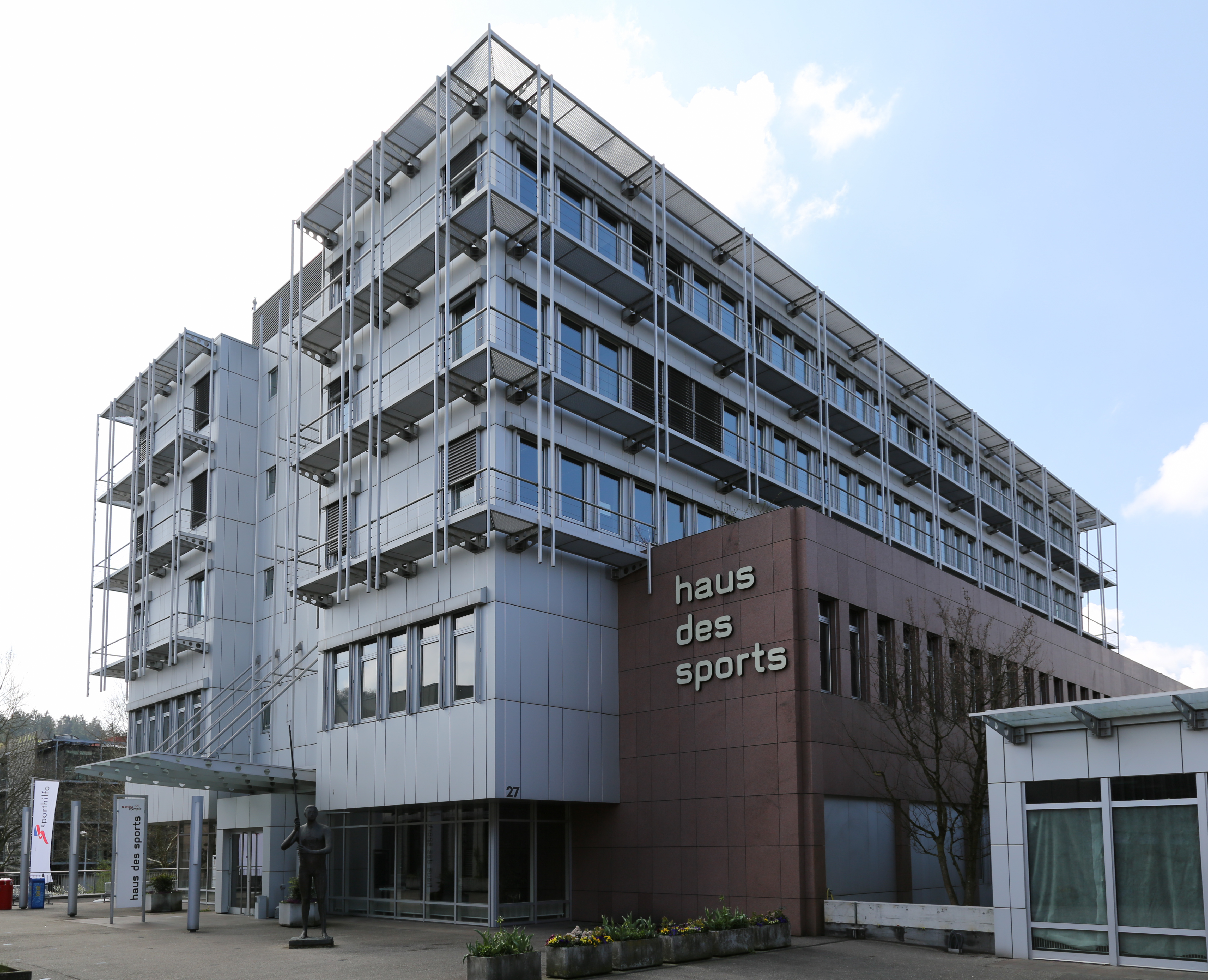

Олімпійська асоціація Швейцарії (нім. Schweizerischer Olympischer Verband, фр. Association Olympique Suisse, італ. Associazione Olimpica Svizzera, ромш. Assiociaziun Olimpica Svizra) це національний олімпійський комітет, котрий представляє Швейцарію.
Заснована в 1912 році і офіційно визнана МОК в тому ж році.
Штаб-квартира комітету розташована в Берні. Чинним головою є Юрг Шильд (нім. Jörg Schild).